# James Brown
James Joseph Brown mlajši, afroameriški pevec popularne glasbe, * 3. maj, 1933, Barnwell, Južna Karolina, ZDA, † 25. december, 2006, Atlanta, Georgia, ZDA.
Z glasbeno kariero je začel leta 1953, največje uspehe pa je dosegal v 50. in 60. letih 20. stoletja. Izviral je iz tradicije gospela in ritem in bluesa ter je odločilno prispeval k nastanku funka in soula. Poleg tega je vplival še na nekatere druge žanre popularne glasbe; disko, reggae, rock & roll, rap, ... Velja za enega pomembnejših popularnih glasbenikov 20. stoletja.